# Schegge di follia
Schegge di follia (Heathers) è un film del 1989 diretto da Michael Lehmann.
Il film è una commedia nera che oscilla tra il drammatico e il grottesco puro e che ha ispirato altri film appartenenti a questa categoria come Amiche cattive con Rose McGowan e Jennifer's Body con Megan Fox.

## Trama
Veronica Sawyer frequenta il liceo Westerburg a Sherwood, in Ohio, e fa parte di un popolare ma temuto gruppo formato, oltre che da lei, da tre ragazze ricche, tutte di nome Heather: Heather Chandler, Heather Duke, e Heather McNamara. Veronica è stufa di passare tutto il tempo con loro e sogna di tornare alla sua vecchia vita con i suoi vecchi amici meno popolari.
Un giorno Veronica conosce un nuovo studente di nome Jason Dean (detto "J.D.") e rimane affascinata da lui. J.D. spara con una pistola a salve contro gli atleti della scuola Kurt Kelly e Ram Sweeney, dopo che questi lo avevano preso in giro, e viene sospeso. La stessa sera Veronica partecipa alla festa di una confraternita insieme a Chandler, la quale minaccia di distruggere la sua reputazione dopo che Veronica si rifiuta di fare sesso con un ragazzo e per averle vomitato addosso. Dopo la festa J.D. si presenta a casa di Veronica; i due fanno sesso in giardino, e discutono dell'odio che entrambi provano per la tirannia esercitata a scuola da Chandler.
La mattina seguente, Veronica e J.D. si introducono in casa di Heather Chandler. Per scherzo, J.D. versa un po' di sturalavandini in una tazza con l'intenzione di darla a Chandler, ma Veronica le prepara invece del succo d'arancia mischiato col latte per vendicarsi e farla vomitare. Distratta da un bacio con J.D., Veronica inavvertitamente scambia le tazze. J.D. se ne accorge ma non dice nulla, dando a Chandler lo sturalavandini. La ragazza lo beve, cade su un tavolino da caffè di vetro e muore. Veronica va nel panico, ma J.D. la convince a forgiare un biglietto d'addio con la calligrafia di Chandler per far credere a un suicidio. La scuola e la comunità intera vedono la morte di Heather Chandler come la tragica decisione di un'adolescente in difficoltà, facendo sì che la ragazza sia ancora più venerata e popolare di quanto non lo fosse in vita. Heather Duke prende il suo posto come leader del gruppo e comincia ad usare un elastico per capelli rosso, appartenuto a Heather Chandler.
Heather McNamara convince Veronica ad andare a un'uscita a quattro con lei, Kurt e Ram; i ragazzi finiscono per ubriacarsi e svenire in un mucchio di letame. Il giorno dopo, i due spargono la voce (falsa) che Veronica ha fatto sesso orale con loro, rovinando la sua reputazione. J.D. le suggerisce di attirarli nel bosco con la promessa di far realizzare le voci, per poi sparargli contro con proiettili finti. J.D. spara a Ram, uccidendolo, ma Veronica manca Kurt, che riesce a correre via. J.D. lo insegue fino a farlo tornare verso Veronica, che capisce che i proiettili sono veri, e spara a Kurt. J.D. piazza un biglietto sulla scena del crimine per far credere che Kurt e Ram fossero gay, e che si siano uccisi in un patto suicida. Al loro funerale, i due ragazzi vengono celebrati come martiri contro l'omofobia. Veronica continua a frequentare J.D. ma è sempre più inorridita dal suo comportamento. Martha Dunnstock, una studentessa sovrappeso e vittima di bullismo, si butta in mezzo al traffico con un biglietto d'addio attaccato al petto. La ragazza sopravvive al tentato suicidio ma rimane gravemente ferita, e viene presa in giro per aver cercato (senza riuscirci) di "imitare gli idoli della scuola". Una sera Heather McNamara telefona a un programma radio mentre Veronica e Duke sono in ascolto, e racconta di sentirsi depressa; il giorno dopo, Duke racconta a tutta la scuola della telefonata. McNamara tenta di suicidarsi con delle pillole nel bagno delle ragazze, ma viene fermata appena in tempo da Veronica, la quale dice a J.D. che non ha nessuna intenzione di partecipare ad altri omicidi.
J.D. ricatta Duke chiedendole di convincere tutta la scuola a firmare una petizione, che in realtà J.D. vuole usare come biglietto d'addio per un suicidio di massa. Veronica ha un incubo in cui J.D. uccide Duke, e vede il fantasma di Chandler al funerale. Al suo risveglio, Veronica scrive sul suo diario quello che sembra essere un biglietto d'addio, dopo di che finge di impiccarsi affinché J.D. la veda dopo essersi arrampicato fino in camera sua per ucciderla. Convinto che Veronica si sia suicidata, J.D. rivela il suo piano: fare saltare in aria la scuola durante un raduno. Il giorno dopo, Veronica affronta J.D. nel locale caldaie, dove il ragazzo sta piazzando della dinamite e gli spara quando J.D. si rifiuta di impedire l'esplosione. J.D., accasciandosi, taglia il filo del detonatore con il suo coltello, bloccando il timer della bomba. Veronica esce dall'edificio passando dalla palestra, dove si sta svolgendo il raduno. J.D., gravemente ferito, la segue dopo essersi legato una bomba al petto, pronuncia un elogio funebre e si uccide facendo esplodere l'ordigno. Veronica affronta Duke, le prende l'elastico rosso e promette di cambiare le cose. Infine, invita Martha a passare a casa sua la sera del ballo a guardare dei film; le due ragazze si avviano lungo il corridoio sotto lo sguardo di Duke.

## Distribuzione
Il film ha debuttato al MIFED di Milano il 24 ottobre 1988. Dopodiché è stato presentato al Sundance Film Festival il 21 gennaio 1989, mentre ha ottenuto una distribuzione regolare negli Stati Uniti da parte della New World Pictures dal 31 marzo dello stesso anno. In Italia è stato distribuito nelle sale dalla Titanus il 24 giugno 1991.

## Divieti
Negli Stati Uniti il film è vietato ai minori di 17 anni non accompagnati. In Italia venne inizialmente vietato ai minori di 18 anni, divieto abbassato ai minori di 14 anni dal 5 febbraio 1991 e infine ridotto a film per tutti dal 9 dicembre 1993.

## Controversie
Nel gennaio 1994 il film destò polemiche per un tragico caso di imitazione avvenuto a Milano, dove un quattordicenne morì con modalità che lasciano pensare che si fosse ispirato alla scena del film, trasmesso da Italia 1 due giorni prima, in cui la protagonista Veronica inscena una finta impiccagione.

## Riconoscimenti
- 1990 - Independent Spirit Awards
  - Miglior film d'esordio

## Curiosità
Il duo australiano The Veronicas delle gemelle Origliasso, Jessica e Lisa, prende il nome da Veronica Sawyer del film.
Il gruppo americano AFI ha dedicato un pezzo al personaggio di Veronica dal titolo Veronica Sawyer Smokes.
Il gruppo screamo statunitense From First To Last, nel 2004 ha pubblicato il suo album più celebre: Dear diary, my teen angst has a body count. Il titolo riprende la frase nella scena in cui Veronica scrive sul suo diario. La frase viene poi ripresa nel brano dello stesso album Ride the wings of pestilence, in cui viene aggiunto anche l'epiteto "bullshit", omesso dal titolo dell'album.

## Trasposizioni
Nel 2013 il film ha avuto una trasposizione sotto forma di musical, con il titolo Heathers il musical.
Nel 2018 è andata in onda la prima stagione della serie Heathers, ispirata a questo film.